# Krzczonówka
Krzczonówka – duży potok, lewy dopływ Raby. Powstaje z połączenia Bogdanówki z Łętówką, przy czym tę ostatnią uważa się za górny bieg Krzczonówki. Potoki te łączą się z sobą w miejscowości Tokarnia, pomiędzy masywem Zembalowej należącej do Beskidu Wyspowego, a wzniesieniami Beskidu Makowskiego. Od tego miejsca Krzczonówka spływa w północno-wschodnim, potem wschodnim kierunku, opływając masyw Zembalowej. Jej dolina oddziela Beskid Wyspowy od Beskidu Makowskiego. Krzczonówka przepływa przez miejscowości Tokarnia, Krzczonów i Pcim, w którym na wysokości 330 m n.p.m. uchodzi do Raby.
Zasilana jest wieloma potokami spływającymi z Zembalowej i wzniesień Beskidu Makowskiego. Największe z nich to: Potok Ostojów, Więcierza, Potok Proszkowców i Rusnaków Potok.

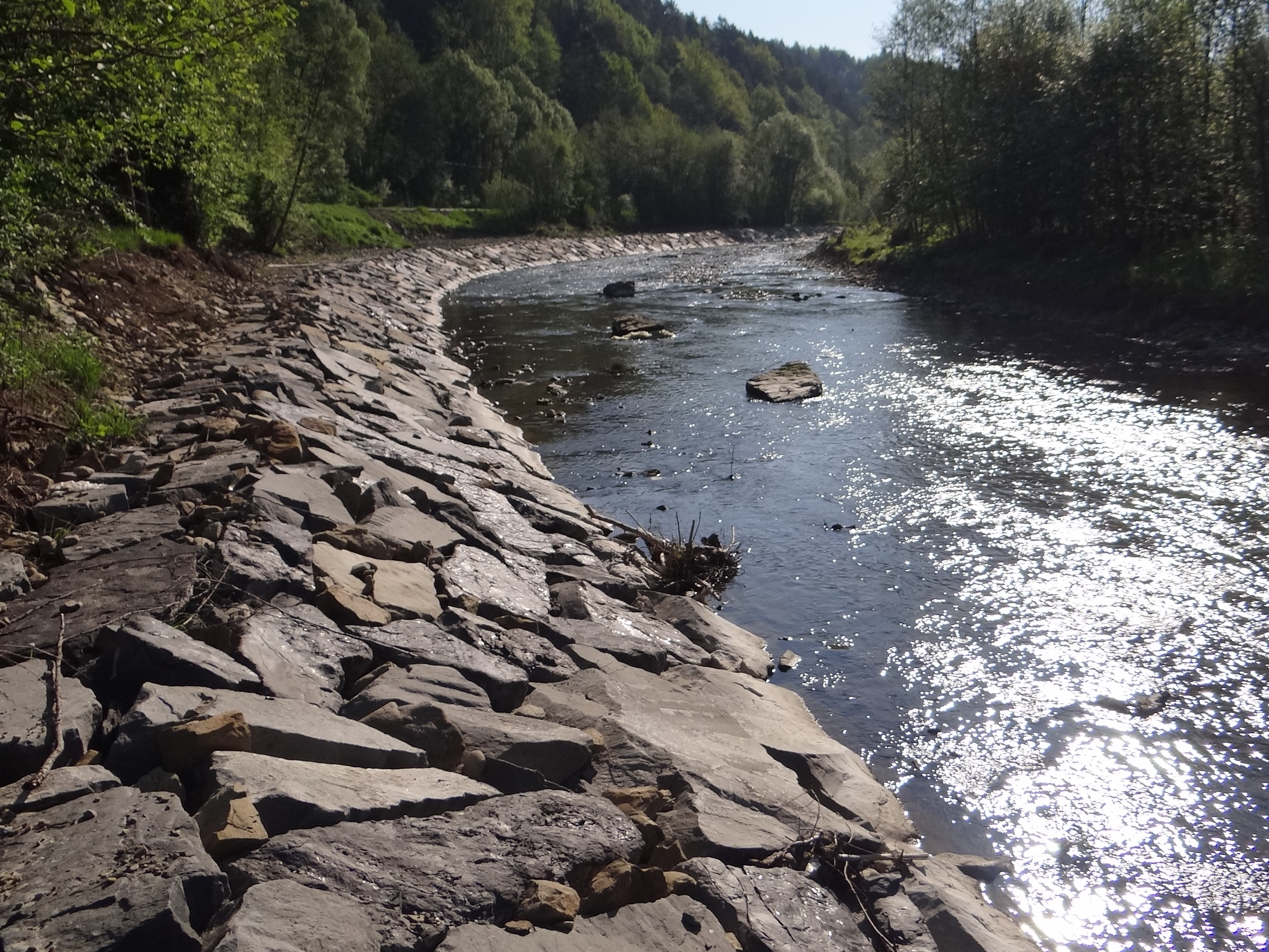
Krzczonówka w Krzczonowie